# Živadin
Živadin je moško osebno ime.

## Izvor imena
Ime Živadin je Slovanskega izvora, je tvorjenka na -adin iz pridevnika živ in je pravzaprav različica imena Živko.

## Pogostost imena
Po podatkih Statističnega urada Republike Slovenije je bili na dan 31. decembra 2007 v Sloveniji 12 oseb z imenom Živadin.